# طناب (فیلم)
طناب (به انگلیسی: Rope) فیلمی آمریکایی در ژانر تریلر روان‌شناختی و جنایی به کارگردانی آلفرد هیچکاک است. فیلم بر اساس نمایشنامه‌ای به همین نام از پاتریک همیلتون در سال ۱۹۲۹ ساخته شده است. این فیلم توسط آلفرد هیچکاک و سیدنی برنشتاین به عنوان اولین محصول مؤسسه سینمایی آتلانتیک تصویر در آمریکا به ثبت رسیده است. این فیلم با بازی جیمز استوارت، جان دال و فارلی گرانگر، اولین فیلم رنگی آلفرد هیچکاک است که با شات‌های طولانی ضبط شده و پس از پایان ضبط، هیچ‌گونه ویرایشی روی آن صورت نگرفته است که از این جهت پس از قایق نجات، دومین فیلم با تنظیمات محدود توسط آلفرد هیچکاک به‌شمار می‌رود. گفته می‌شود ایدهٔ اصلی این فیلم برگرفته از داستان واقعی زندگی و به قتل رسیدن بابی فرانک ۱۴ ساله در سال ۱۹۲۴ توسط ناتان لئوپولد و ریچارد لوب دانشجویان دانشگاه شیکاگو الهام گرفته شده است.

## طرح و ایدهٔ اصلی فیلم
دو جوان، به نام‌های شو براندون، با بازی جان دال و فیلیپ مرگان با بازی فارلی گرانگر که به نظریهٔ انسان برتر معتقد هستند، دوست و همکلاسی سابق خود، دیوید کنتلی، با بازی دیک هوگان را در آپارتمان خود، با طنابی خفه می‌کنند. آن‌ها به قتل به عنوان یک ورزش فکری نشاط‌آور نگاه می‌کنند و می‌خواهند با ارتکاب این قتل نظریهٔ برتر بودن خود را اثبات کنند و در همین راستا از این امر با عنوان یک جنایت کامل یاد می‌کنند. بعد از اتمام عملیات قتل، شو و فلیپ، جسد دیوید را در یک صندوقچهٔ چوبی بزرگ عتیقه جاسازی می‌کنند و تعدادی از دوستانشان را برای یک میهمانی به آپارتمان خود، که نمای بیرونی آن، یک نمای پانوراما از افق منهتن است، دعوت می‌کنند. دو تن از میهمانان اصلی این ضیافت، که از ماجرای قتل بی‌اطلاع هستند، پدر و خالهٔ دیوید، با بازی کونستانس کولیر را، که به دلیل عدم حضور مادر دیوید، با پدر او همراه شده است، شامل می‌شوند. همچنین نامزد او، جانت واکر با بازی درخشان جوآن چندلر که قبلاً معشوق سابق کنت لارنس، با بازی داگلاس دیک بوده است، در میهمانی حضور دارند.

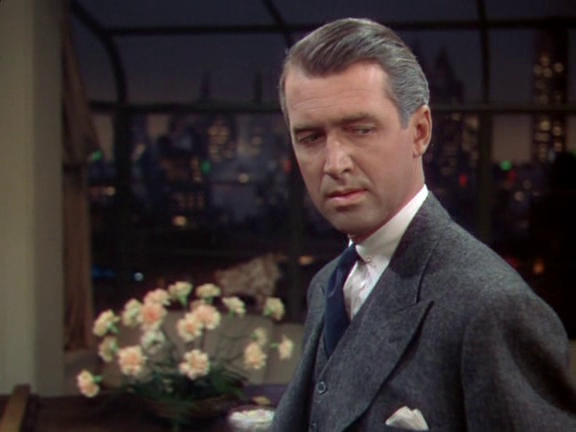
جیمز استوارت در فیلم طناب ۱۹۴۸ اثر آلفرد هیچکاک

براندون با استفاده از یک سری وسایل تزئینی، درست قبل از این که خانم ویلسون، خدمتکار خانه‌اش برسد، سعی دارد، از صندوقچه‌ای که جسد دیوید را در آن گذاشته است، به عنوان میز سرو شام استفاده کند. هنگامی که اولین میهمان این ضیافت از درب وارد می‌شود، براندون می‌گوید: «حالا تفریح شروع شد.» ایده براندون و فیلیپ برای این قتل، سال‌ها قبل از گفتگویی با یکی از معلمان مدرسه، در نوجوانی مدرسه الهام گرفته شده بود و هر دو، آمادگی خود را برای ارتکاب یک قتل به یکدیگر اعلام کرده بودند و این در حالی بود که روبرت در این مورد، همواره با آن دو در حال بحث و جدل بود و در این مباحث همیشه بر نظریه‌های فکری ابر انسان نیچه و هنر تامس د کوئینسی در جهت استفاده از قتل به عنوان یک ابزار برای نمایش نظریهٔ انسان برتر، تأکید داشت. فلیپ در میان همهٔ میهمانان، بیشتر از براندون می‌خواست تا اثر هنریاش را به تأیید خود برساند، برای این که حس می‌کرد براندون در تأیید آثار هنری دیگران، دارای احساسات بسیار خوبی است. نکات ظریف براندون در مورد غیبت دیوید، به‌طور غیر مستقیم، به بحث بر روی هنر قتل منجر می‌شود و او در طول مدت زمان فیلم آرام و مسلط به نظر می‌رسد، اگر چه زمانی که او برای اولین بار با روبرت به گفتگو می‌پردازد، با حالتی عصبی، هیجان زده و با لکنت صحبت می‌کند، اما از سویی دیگر، فیلیپ همواره ناراحت و عبوس به نظر می‌رسد؛ از چهرهٔ او پنهان نیست که حس خوبی ندارد و این امر، در نوشیدن بیش از حد و سریع مشروب جلوه‌ای دیگر پیدا می‌کند. هنگامی که خاله دیوید، خانم آتواتر، خودش را یک فالگیر معرفی می‌کند و از فلیپ می‌خواهد که دست خود را به او نشان بدهد، در پاسخ به او می‌گوید که با توجه به مهارت بسیار زیاد و بالای او در نواختن پیانو، شهرت زیادی برای او رقم خواهد خورد، اما فلیپ این‌گونه برداشت می‌کند که شاید این شهرت، به یک بدنامی برای وی تبدیل شود. غالب گفتگوها و دیالوگ‌های فیلم، پیرامون دیوید و ماجرای غیبت عجیب و غریب او تمرکز دارد، بر همین اساس، روبرت، به رفتارهای فلیپ، تناقض‌ها در گفتارهای او و براندون و همچنین بی‌قراری و عدم تمرکز وی مشکوک شده است. به عنوان مثال، فلیپ مصرانه مصمم بود تا بر روی ماجرای کشتن یک پرنده در مزرعهٔ خانوادگی شاو سرپوش بگذارد، اما روبرت همچنان بر این که تصویر خفه کردن چندین پرنده را توسط فلیپ به چشم دید است، تأکید داشت، اما اندکی بعد، فلیپ، پیش از روبرت، به جهت این که براندون بعد از ظهر زیبا و دل‌انگیز وی را برهم زده است و نه تنها به خاطر قتل دیوید، به او اعتراض می‌کند. اندکی که می‌گذرد، پدر، نامزد و خالهٔ دیوید، با طرح این مسئله که دیوید عدم حضورش را به کسی اطلاع نداده است و حتی در این مورد با کسی تماس نگرفته است و تاکنون نیز به میهمانی نرسیده است، اظهار نگرانی می‌کنند؛ در همین راستا براندون سعی دارد استرس و حالت تشویش جمع را با مطرح کردن موضوع ازدواج جانت و کنت افزایش دهد. خانم کنتلی به جهت این که حس می‌کند از سوی دیوید به این میهمانی دعوت نشده است، عصبی به نظر می‌رسد و به همین دلیل، آقای کنتلی، تصمیم به ترک میهمانی می‌گیرد.
او تعدادی از کتابهایی را که براندون به وی امانت داده است به همراه دارد و دقیقاً کتابها را با همان طنابی که شا براندون و فلیپ برای خفه کردن پسرش از آن استفاده کرده‌اند، گره زده است. هنگامی که روبرت تصمیم به ترک خانه می‌گیرد، از خانم ویلسون می‌خواهد تا کلاه و بارانی اش را برای وی بیاورد، در همین اثناء، خانم ویلسون، به‌طور تصادفی حروف اول نام و نام خانوادگی دیوید را، که با حروف تزئینی طلایی رنگ درون کلاهی که به چوب لباسی آویزان شده است، نقش بسته است، می‌بیند و شکش نسبت به ماجرای قتل دیوید بیشتر می‌شود. حس کنجکاوی روبرت اندکی بعد از ترک همهٔ میهمانان او را به این ساختمان بازمی‌گرداند و تظاهر می‌کند که قوطی سیگارش را در خانه دیوید جاگذاشته است. روبرت اندکی بعد، قوطی سیگارش را در گوشه‌ای خانه پنهان می‌کند و در حالی که از شو براندون درخواست یک لیوان مشروب می‌کند، شروع به نظریه‌پردازی در مورد ناپدید شدن دیوید می‌کند. او توسط براندون که به نظر می‌رسد در پی دست یابی به نتیجه و ریشهٔ این جنایت است، تشویق می‌شود.
فیلیپ به اندازه‌ای مست است که دیگر قادر به راه رفتن و درست صحبت کردن نیست. او شیشهٔ مشروب را به زمین می‌اندازد و می‌گوید: بس کنید این موش و گربه بازی‌ها را، موش و گربه، موش و گربه، اما خب معلوم نیست، چه کسی موش است و چه کسی گربه؟ روبرت در صندوقچه را به طرف بالا می‌کشد و باز می‌کند و بدن بی جان دیوید را درون صندوقچه می‌بیند. او به شکل اعجاب آوری وحشت زده و شرمسار شده است و اینجاست که می‌فهمد براندون و فلیپ از طریق نطق‌های طولانی خود در پی توجیه عمل قتل بوده‌اند. روبرت در اینجا سعی دارد با طرح موضوع انسان برتر، همهٔ مباحث قبلی طرح شدهٔ خویش را نفی کند و به این نتیجه می‌رسد که هیچ راهی برای ترسیم عینی این موضوع وجود ندارد، بنابراین اسلحهٔ براندون را به دست می‌گیرد، پنجره را باز می‌کند و سه بار به سمت آسمان شلیک می‌کند، تا صدای گلوله توجه اهالی شهر را به خود جلب کند و در همین اثناء، صدای آژیر ماشین پلیسی که به ساختمان نزدیک می‌شود، بلندتر و بلندتر می‌شود. در صحنهٔ آخر، روبرت روی یک صندلی کنار صندوقچهٔ حاوی جسد دیوید نشسته است، شا براندون مشروب می‌نوشد و فلیپ پیانو می‌نوازد و عبارت پایان فیلم بر روی صفحهٔ نمایش ظاهر می‌شود.

## مونتاژ و سکانس پلان
هیچکاک درباره آزمایش خود در این باره بیان می کند:
«در این فیلم، من از مونتاژ و تقطیع عدول کرده و تمام فیلم را در یک نما گرفتم که از عصر شروع می‌شد و تا حدود شب ادامه می‌یافت. لذا همه گفتگوها در یک مکان صورت گرفت. برای حل مشکل ظرفیت محدود دوربین (که تنها قادر به ضبط ۱۰ دقیقه بود)، این روش را اتخاذ کردیم که هر صحنه با حضور یک بازیگر جلوی دوربین به پایان می‌رسید و سپس سریعاً دوربین را تعویض می‌کردیم.
البته در این فیلم، من از اندازه نماهای بازیگران که با دراماتیک بودن صحنه مرتبط است، عدول نکردم. اما به دلیل یک‌نوبته بودن فیلم، حس و حال تئاتر در آن غالب شد.»

## روند تولید فیلم
این فیلم یکی از تجربی‌ترین و جالب‌ترین آثار آلفرد هیچکاک است که در آن آزمایش‌های گوناگوی توسط کارگردان صورت گرفته است و هیچکاک در آن یک مجموعه عوامل را برای روند تولید به کار گرفته است، که خود از آن با عنوان «جعبهٔ تولید فیلم» یاد کرده است. رها از بسیاری از تکنیک‌های استاندارد تولید فیلم، صحنه‌های طولانی گسست‌ناپذیر تصویربرداری شده در طناب، هیچ‌گونه خللی به روند تولید وارد نساخته است و این در حالی است که شات‌های طولانی این فیلم، بالغ بر ده دقیقه به طول انجامیده است.

## چالش بر حضور هیچکاک در فیلم
ظاهر کوتاه مدت آلفرد هیچکاک به عنوان یک ویژگی مشخص در اکثر فیلم‌های او شناخته می‌شود. در دقیقه‌ی 55:19 فیلم، یک تابلو نئون قرمز در پس‌زمینه که نمایه مشخصه‌ی هیچکاک را نشان می‌دهد، شروع به چشمک زدن می‌کند. در حالی که مهمانان به سمت در هدایت می‌شوند، بازیگران جوان چاندلر و داگلاس دیک برای چند کلمه مکث می‌کنند و تابلو چندین بار در پس‌زمینه می‌درخشد.
درباره‌ی اینکه آیا هیچکاک ظاهر کوتاه دیگری در ابتدای فیلم دارد، بحث‌هایی وجود دارد. در مستند ساخت فیلم، Rope Unleashed، آرتور لارنس ادعا می‌کند که می‌توان هیچکاک را در حال قدم زدن در خیابان منهتن بلافاصله پس از عنوان‌بندی فیلم دید. فرد مورد نظر شباهت زیادی به هیچکاک دارد، اما برخی معتقدند که این یک افسانه است. توماس ام. لیتچ در دانشنامهٔ آلفرد هیچکاک ادعا می‌کند که سوابق تولید در آرشیو برادران وارنر نشان می‌دهد که تابلو نئون تنها ظاهر هیچکاک در کل فیلم است.

## بازیگران

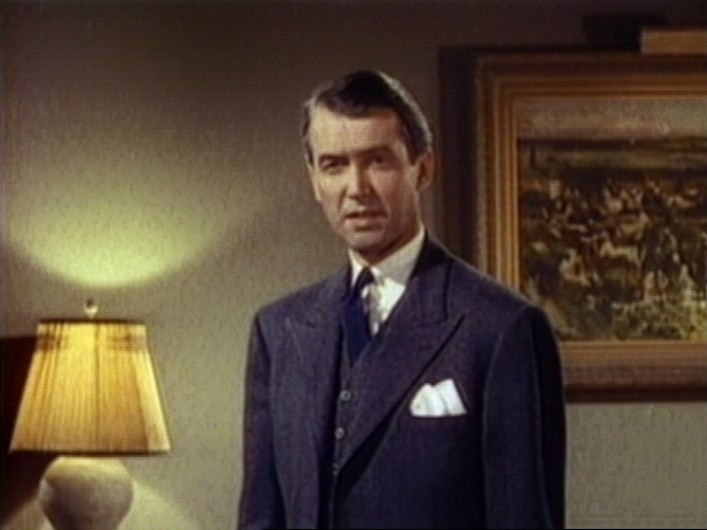
جیمز استوارت در نقش روپرت کدل
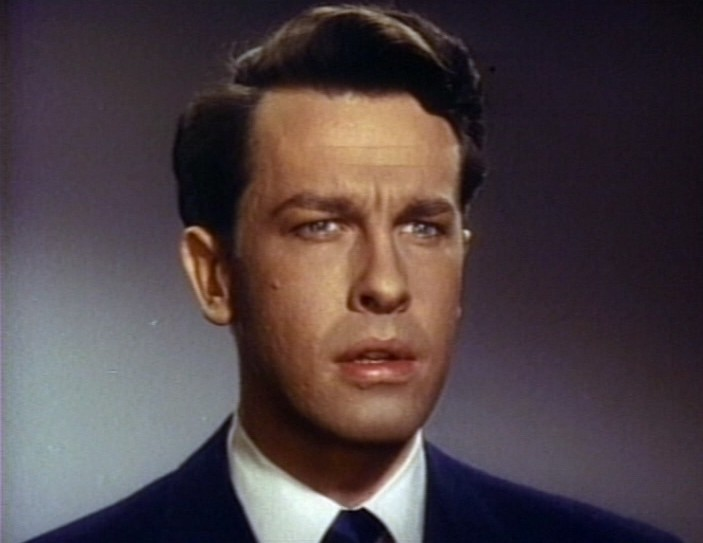
جان دال در نقش شاو براندون
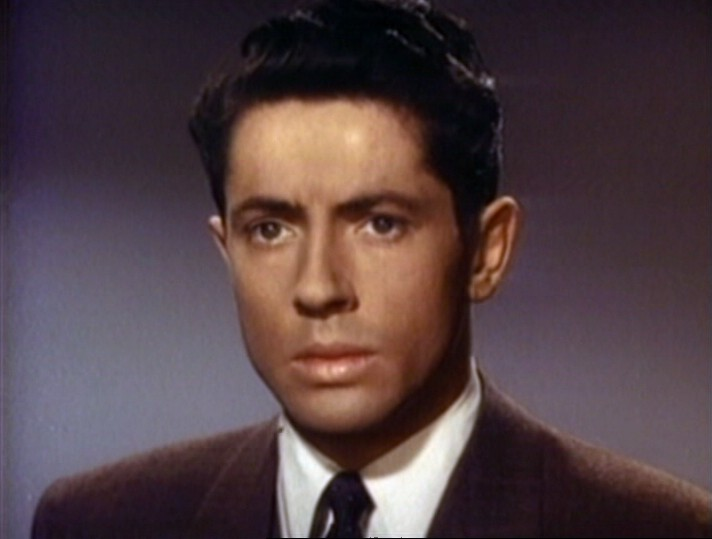
فارلی گرانگر در به نقش فیلیپ
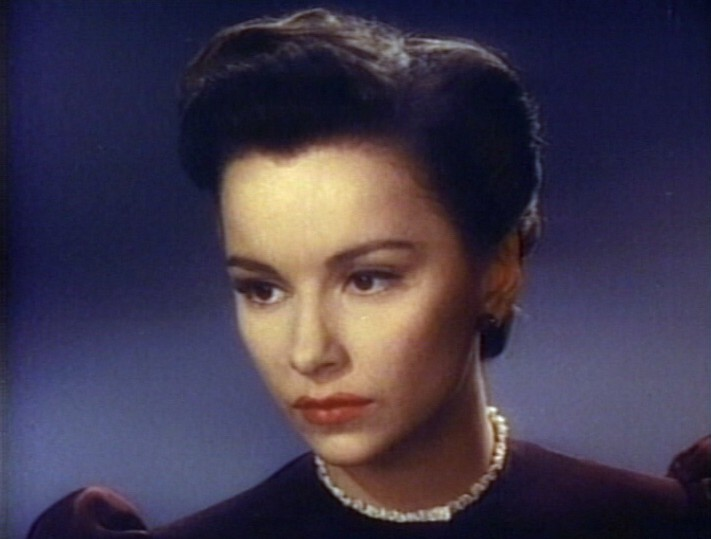
جوآن چندلر در نقش جنت واکر
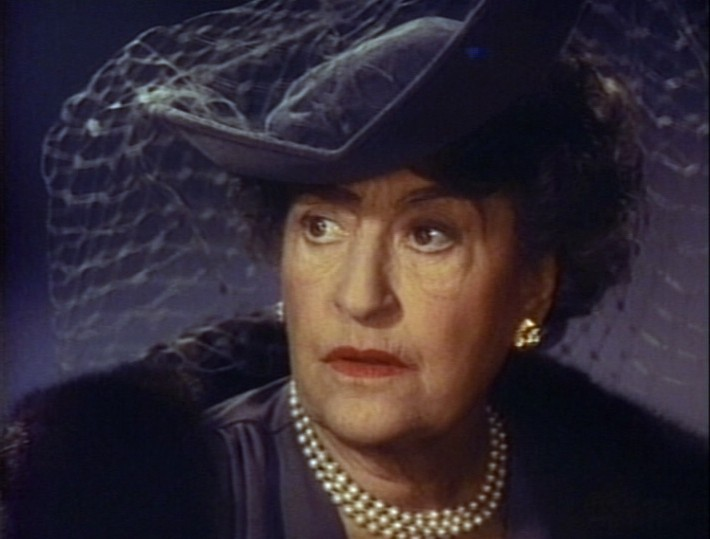
کونستانس کولیر در نقش آنیتا آتواتر خاله دیوید
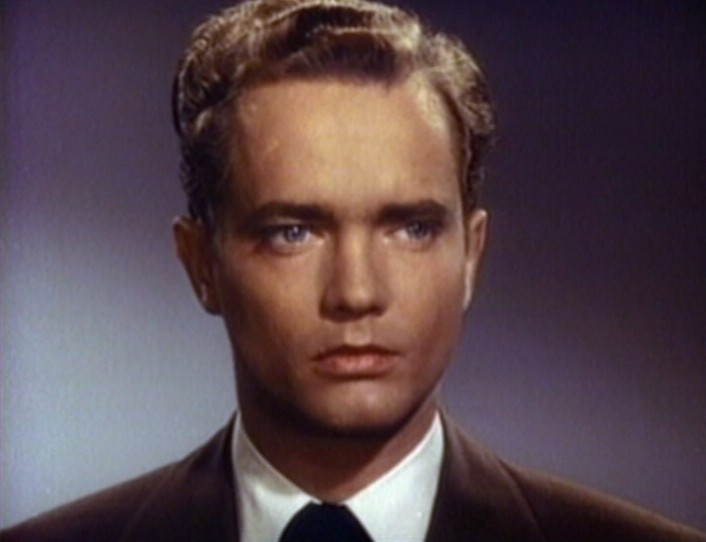
داگلاس دیکدر نقش جنت لارنس دوست دیوید
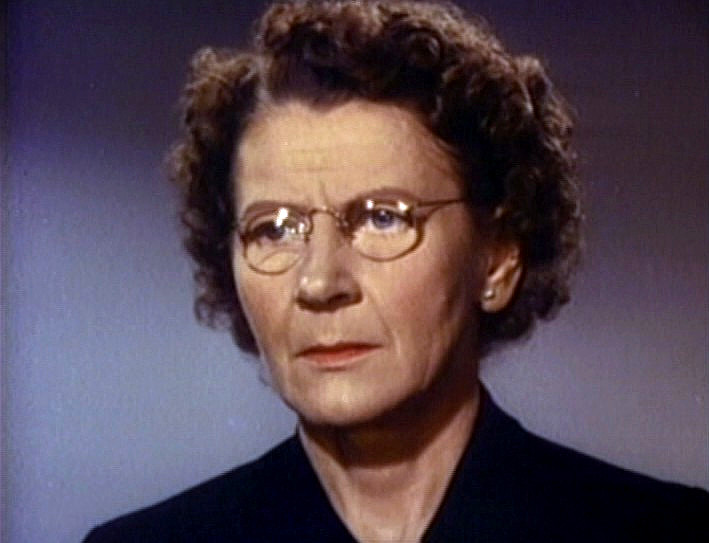
ادیث اوانسون در نقش خانم ویسون خدمتکار خانه براندون
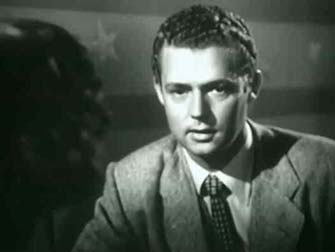
دیک هوگان در نقش دیوید قربانی قتل با طناب
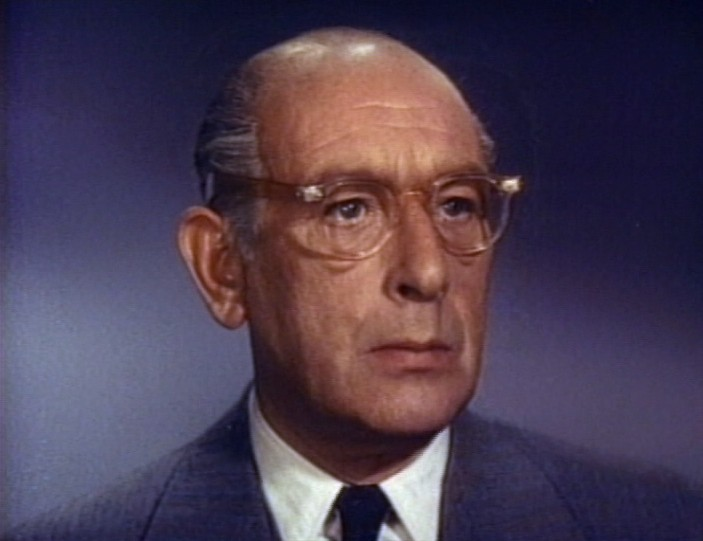
سدریک هاردویک در نقش هنری کنتلی پدر دیوید